# Włodzimierz Parzonka
Włodzimierz Parzonka (ur. 13 września 1930 w Kępnie, zm. 21 maja 2016) – polski specjalista z zakresu hydrotechniki, prof. dr hab. inż.

## Życiorys
Studiował na Wydziale Melioracji Wodnych Wyższej Szkole Rolniczej we Wrocławiu, w 1962 obronił pracę doktorską Wyniki badań laboratoryjnych nad stratami ciśnienia przy hydraulicznym transporcie rozwodnionego namułu stawowego w poziomych rurociągach stalowych, w 1968 habilitował się na podstawie pracy zatytułowanej Reologiczne zachowanie się jednorodnych mieszanin gruntowo-wodnych. W 1976 nadano mu tytuł profesora w zakresie nauk technicznych.
Został zatrudniony na stanowisku profesora zwyczajnego w Instytucie Inżynierii Środowiska na Wydziale Inżynierii Kształtowania Środowiska i Geodezji Akademii Rolniczej we Wrocławiu, a także dziekana na Wydziale Melioracji i Inżynierii Środowiska.
Był członkiem Komitetu Gospodarki Wodnej Prezydium Polskiej Akademii Nauk.
Zmarł 21 maja 2016.

## Odznaczenia i wyróżnienia
- Nagroda Rektora (piętnastokrotnie)[1]
- Nagroda Ministra (czterokrotnie)[1]
- Medal Komisji Edukacji Narodowej[2]
- Złoty Krzyż Zasługi[1][2]
- Krzyż Kawalerski Orderu Odrodzenia Polski[2]
- Krzyż Oficerski Orderu Odrodzenia Polski (2000)[1][2][4]
- Palmes Acadámiques[1][2]
- Złota Odznaka Budowniczego LGOM[1]
- Złota Odznaka "Zasłużony dla m. Wrocławia i woj. wrocławskiego"[1][2]